# Colère (Dossi)
La Colère est une peinture à l'huile sur bois (107 × 95 cm) réalisée par Dosso Dossi, peintre italien de l'École de Ferrare. L'œuvre est datable d'environ 1514-1516, et est conservée à la Fondation Cini à Venise.

## Histoire
Ce panneau faisait partie d'un groupe de neuf toiles allégoriques dont la forme d'origine était ovale. Elles décoraient le plafond de la première résidence ducale des ducs d'Este à Ferrare située via Coperta et étaient probablement dans la chambre à coucher du duc Alphonse Ier d'Este.

## Description et style
L'œuvre, une représentation allégorique de la Colère, a un format de losange inhabituel qui montre deux femmes parlant violemment. L'une porte un voile jaune/orange et attrape l'autre par le cou ; elle est vêtue d'un large corsage rouge brodé de noir, attribut typique de la Colère, et a une guirlande de petites fleurs ornant sa tête. La seconde attrape sa rivale par la mâchoire et tire ses cheveux à travers le voile. Divers éléments, tels que la mousse à la bouche, les yeux rouges et les visages gonflés font référence à l'humeur sanguine, la plus facile à mettre en colère.
Deux autres figures masculines se trouvent à gauche : un garçon qui s'arrache les cheveux, geste typique des personnifications de la Colère, et un autre qui rit dans le dos des femmes, symbole de la Méchanceté. Au premier plan, sur une pierre pâle, un verre renversé et un pain brisé, peut-être une référence au tumulte provoqué par la colère.